# Schobdach

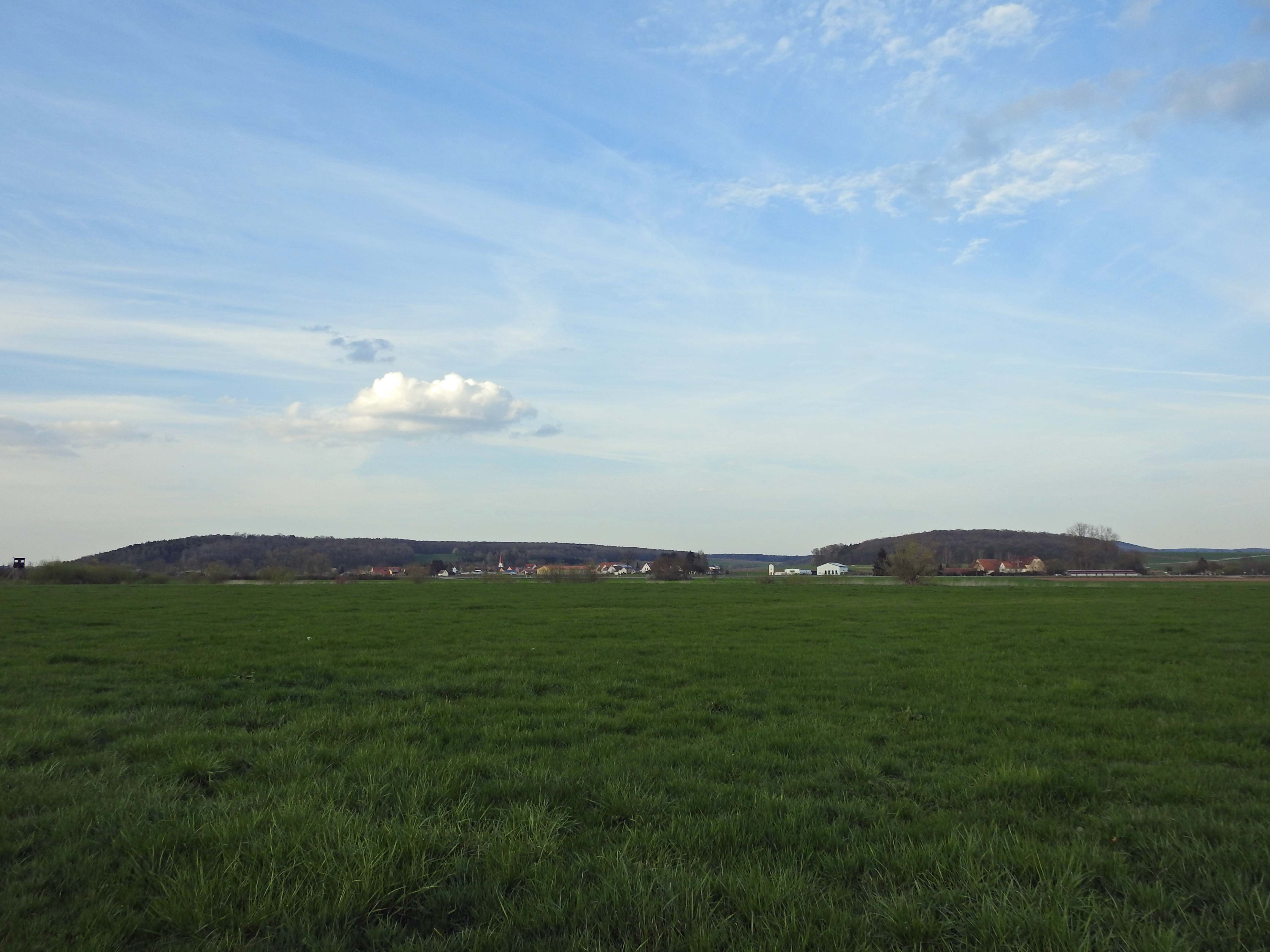
Schobdach von Südwesten

Schobdach ist ein Gemeindeteil der Stadt Wassertrüdingen im Landkreis Ansbach (Mittelfranken, Bayern). Die Gemarkung Schobdach hat eine Fläche von 1,829 km². Sie ist in 270 Flurstücke aufgeteilt, die eine durchschnittliche Fläche von 6772,77 m² haben. In ihr liegt neben dem namensgebenden Ort der Gemeindeteil Zollhaus. In der Gemarkung gibt es 149 Einwohner (Stand März 2023).

## Geografie
Das Kirchdorf liegt am Lentersheimer Mühlbach, ein linker Zufluss der Wörnitz, und am Judengraben, der im Ort als linker Zufluss in den Lentersheimer Mühlbach mündet. Im Nordosten erhebt sich der Eislersberg, 0,5 km östlich liegt das Waldgebiet Chorälln, 1 km südlich liegt der Espanwald. Gemeindeverbindungsstraßen führen nach Wassertrüdingen zur Staatsstraße 2221 (1,2 km westlich), nach Altentrüdingen (2,8 km nördlich) und nach Zollhaus zur Staatsstraße 2221 (0,7 km südlich).

## Geschichte
Die Fraisch über Schobdach wurde vom ansbachischen Oberamt Wassertrüdingen ausgeübt, östlich der Straße wurde sie auch vom ansbachischen Oberamt Hohentrüdingen beansprucht. Die Dorf- und Gemeindeherrschaft hatte das ansbachische Kastenamt Wassertrüdingen. Gegen Ende des 18. Jahrhunderts gab es in Schobdach 35 Anwesen, eine Kirche und ein Schulhaus. Grundherr waren
- das Fürstentum Ansbach (27 Anwesen; Kastenamt Gunzenhausen: 1 Lehengut; Verwalteramt Auhausen: 1 Gut, 2 Lehengüter, 1 Söldengut, 4 Sölden, 1 Haus; Verwalteramt Heidenheim: 1 Zweidrittelmeierhof, 1 Drittelmeierhof, 1 Lehengut, 1 Sölde, 2 halbe Söldenhäuslein; Verwalteramt Rechenberg: 1 Lehengut, 2 halbe Söldenhäuslein; Kastenamt Wassertrüdingen: 3 Gütlein, 1 Haus, 4 Häuslein)
- das Fürstentum Oettingen-Spielberg (6 Anwesen; Evangelisches Oberamt Oettingen: 1 Sölde, 1 Söldenhäuslein, 2 Halbsölden; Amt Sammenheim: 1 Haus; Oberamt Spielberg: 1 Hauslehen)
- der Deutsche Orden (Obervogteiamt Absberg: 1 Söldenhaus)
- die Herrschaft Dennenlohe (1 Söldenhaus).[6][7]

Von 1797 bis 1808 unterstand der Ort dem Justiz- und Kammeramt Wassertrüdingen.
1806 kam Schobdach an das Königreich Bayern. Mit dem Gemeindeedikt wurde der Ort 1809 dem Steuerdistrikt und der Ruralgemeinde Geilsheim zugeordnet. Mit dem Zweiten Gemeindeedikt (1818) entstand die Ruralgemeinde Schobdach, zu der Zollhaus gehörte. Sie war in Verwaltung und Gerichtsbarkeit dem Landgericht Wassertrüdingen zugeordnet und in der Finanzverwaltung dem Rentamt Wassertrüdingen (1919 in Finanzamt Wassertrüdingen umbenannt, 1932–1973 Finanzamt Gunzenhausen, seit 1973 Finanzamt Ansbach). Die Verwaltung übernahm 1862 das neu geschaffene Bezirksamt Dinkelsbühl (1939 in Landkreis Dinkelsbühl umbenannt). Die Gerichtsbarkeit blieb beim Landgericht Wassertrüdingen (1879 in das Amtsgericht Wassertrüdingen umgewandelt), von 1956 bis 1970 war das Amtsgericht Gunzenhausen zuständig und von 1970 bis 1973 das Amtsgericht Dinkelsbühl, das seit 1973 eine Zweigstelle des Amtsgerichtes Ansbach ist. Mit der Auflösung des Landkreises Dinkelsbühl im Jahr 1972 kam Schobdach an den Landkreis Ansbach. Die Gemeinde hatte 1964 eine Gebietsfläche von 1,823 km². Im Zuge der Gebietsreform in Bayern wurde diese am 1. Juli 1971 nach Wassertrüdingen eingemeindet.

### Baudenkmäler
In Schobdach gibt es drei Baudenkmäler:
- Evangelisch-lutherische Filialkirche, ehemals katholische Wallfahrtskirche Vierzehn Nothelfer, kleiner spätgotischer Saalbau mit dreiseitig geschlossenem Chor und südlichem Chorflankenturm, bez. 1494; mit Ausstattung.
- Haus Nr. 2: Wohnhaus, erdgeschossiger Massivbau mit Eckbetonung und tief heruntergezogenem Satteldach, nach 1822.
- Haus Nr. 29: Ehemalige Scheune des Zwiehofes, massiver verputzter Satteldachbau, nach 1822.

### Bodendenkmäler
In der Gemarkung Schobdach gibt es drei Bodendenkmäler.

### Einwohnerentwicklung
Gemeinde Schobdach
| Jahr      | 1818   | 1840   | 1852   | 1855   | 1861   | 1867   | 1871   | 1875   | 1880   | 1885   | 1890   | 1895   | 1900   | 1905   | 1910   | 1919   | 1925   | 1933   | 1939   | 1946   | 1950   | 1952   | 1961   | 1970   |
| Einwohner | 147    | 175    | 159    | 166    | 187    | 168    | 170    | 157    | 153    | 161    | 162    | 155    | 165    | 163    | 161    | 158    | 156    | 151    | 156    | 235    | 216    | 192    | 167    | 158    |
| Häuser    | 39     | 38     |        |        |        |        | 42     |        |        | 41     | 41     |        | 41     |        |        |        | 40     |        |        |        | 38     |        | 40     |        |
| Quelle    | [ 17 ] | [ 18 ] | [ 19 ] | [ 19 ] | [ 20 ] | [ 21 ] | [ 22 ] | [ 23 ] | [ 24 ] | [ 25 ] | [ 26 ] | [ 19 ] | [ 27 ] | [ 19 ] | [ 28 ] | [ 19 ] | [ 29 ] | [ 19 ] | [ 19 ] | [ 19 ] | [ 30 ] | [ 19 ] | [ 12 ] | [ 31 ] |

Ort Schobdach
| Jahr      | 001818 | 001840 | 001861 | 001871 | 001885 | 001900 | 001925 | 001950 | 001961 | 001970 | 001987 | 002006 | 002016 | 002023 |
| Einwohner | 143    | 159    | 180    | 165    | 156    | 159    | 149    | 213    | 161    | 153    | †143   | *162   | *152   | *149   |
| Häuser    | 38     | 35     |        |        | 40     | 40     | 39     | 37     | 39     |        | †43    |        |        |        |
| Quelle    | [ 17 ] | [ 18 ] | [ 20 ] | [ 22 ] | [ 25 ] | [ 27 ] | [ 29 ] | [ 30 ] | [ 12 ] | [ 31 ] | [ 32 ] | [ 33 ] | [ 33 ] | [ 2 ]  |

## Religion
Der Ort ist seit der Reformation evangelisch-lutherisch geprägt und bis heute in die Dreieinigkeitskirche (Wassertrüdingen) gepfarrt. Die Einwohner römisch-katholischer Konfession waren ursprünglich nach St. Maria Magdalena (Cronheim) gepfarrt, heute ist die Pfarrei Heilig Geist (Wassertrüdingen) zuständig.
In Schobdach entstand die pfingstlich ausgerichtete Glaubensgemeinschaft Schobdacher Freundeskreis.